# Grönbok
En grönbok är ett samrådsdokument som Europeiska kommissionen utarbetar inom ett visst politikområde i början av ett lagstiftningsförfarande inom Europeiska unionen. I grönboken presenteras idéer och åtgärder som föreslås inom unionen. Syftet är stimulera diskussion i en viss fråga och att samråda med berörda och intresserade parter innan lagstiftningsbehandlingen kommer i gång. Baserat på den inkomna informationen från det civila samhället lägger kommissionen sedan fram en mer utarbetad handlingsplan och konkreta lagförslag. Grönboken är början på en lång lagstiftningsprocess och följs ofta av en vitbok. Dessa ligger till grund för det lagförslag som kommissionen lägger fram. Förslaget går därefter vidare till Europaparlamentet och Europeiska unionens råd för behandling, samt översänds till de nationella parlamenten för bland annat subsidiaritetsprövning.